# Balcoracania
Balcoracania – rodzaj stawonogów z wymarłej gromady trylobitów, z rzędu Redlichiida. Żył w okresie wczesnego kambru. Jego skamieniałości znaleziono w Australii.